# Pruszcz Gdański
Pour les articles homonymes, voir Gdanski.
Pruszcz Gdański (en allemand : Praust) est une ville industrielle de Poméranie voisine de Gdańsk. Elle fait partie de la banlieue de la Tricité.
Durant la Seconde Guerre mondiale, Pruszcz Gdański était l'emplacement du camp de concentration de Praust, un camp destiné aux femmes dépendant du camp de Stutthof.

## Population
- 1960 : 7 800 habitants
- 1970 : 13 100 habitants
- 1975 : 16 200 habitants
- 1980 : 18 500 habitants
- 1990 : 21 100 habitants
- 1995 : 21 200 habitants
- 2000 : 22 200 habitants
- 2014 : 29 034 habitants

## Jumelage
- Hofheim am Taunus (Allemagne) depuis le 25 avril 2012[1]